# BTMP-84步兵战车
BTMP-84步兵战车是烏克蘭根據T-84主力戰車研发的重型步兵战车，由卡爾可夫-莫洛佐夫機械製造設計局（Karkiv-Morozov Machine Building Design Bureau, KMDB）設計製造。

## 设计概要
乌克兰的设计者其灵感来自于车臣战争期间BMP-3步兵战车轻而易举被击毁。而BTMP-84步兵战车则迎刃而解这个问题并且结合了他们的优点，直接将載员仓设计到了主战坦克的后部。
既拥有坦克的火力和装甲也为步兵提供了安全的保护，是名副其实的重型步兵战车。

## 使用國
- 乌克兰

## 外部連結
- . ХКБМ.   [2010-11-14]. （原始内容存档于2011-11-18）.
- . Военно-патриотический сайт «Отвага».   [2010-11-14]. （原始内容存档于2012-05-11）.
- . 26 декабря 2008  [2010-11-14]. （原始内容存档于2012-04-13）.

| 论 编 | 二戰後歐洲裝甲戰鬥車輛 |